# Верхнеднепровск
Верхнеднепро́вск (укр. Верхньодніпро́вськ) — город в Каменском районе Днепропетровской области Украины, административный центр Верхнеднепровской городской общины. До 2020 года был административным центром Верхнеднепровского района, в котором составлял Верхнеднепровский городской совет. Входит в Днепровскую агломерацию.

## Географическое положение
Расположен на правом берегу Каменского водохранилища в устье реки Самоткань. К городу примыкают сёла Пушкарёвка, Подлужье и Тарасовка. Через город проходят автомобильные дороги Н-08 и Т-0437.
Обычная температура января −6,2°, а июля — +21,2°. Осадков 416—455 мм в год.

## История
Селение, из которого образовался нынешний город, возникло в 1779 году на месте запорожского зимовника. Поселение возникло в конце 17 столетия как запорожский зимовник. В конце 1779 года на его месте основана слобода Григорьевка, и поэтому именно этот год избран как официальная дата основания города. В 1785 году Григорьевка переименована в Новогригорьевку. С 1806 года имеет современное название, тогда же Верхнеднепровск сделан уездным городом Верхнеднепровского уезда Екатеринославской губернии.

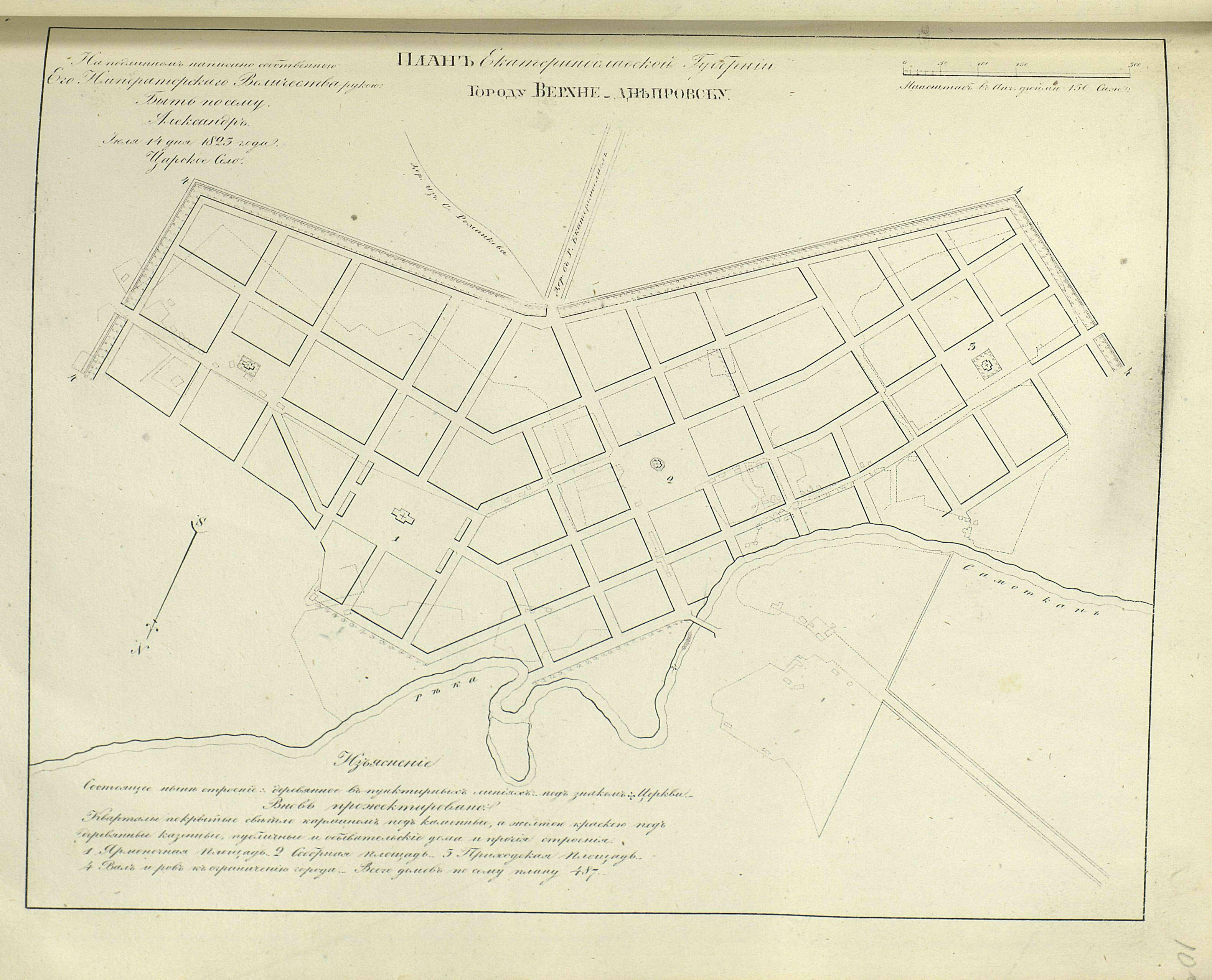
План города, 1839 год

В начале 1890-х годов в городе было 7 671 жителей, десять заводов (свечной, медоваренный, два кирпичных, паровая мельница и другие), женская 4-классная прогимназия с 84 учениками; 3-классное городское училище с 64 учащимися и школа при тюремном замке; земская больница, земская публичная библиотека, 1 православная церковь, 1 синагога и 1 еврейский молитвенный дом. Проходили по 4 ярмарки в год.
По данным переписи 1897 года в городе жили 6 701 человек, из них 3 752 (55,99 %) указали украинский (в переписи — «малорусский») язык родным, идиш («еврейский») — 2 061 (30,76 %), русский («великорусский») — 739 (11,03 %), другие языки — 149 (2,22 %).
По данным переписи 1926 года, украинцы составляли 76,9 % населения города, евреи — 15,5 %, русские — 5,6 %. Украинский язык родным назвали 73,2 % населения Верхнеднепровска, еврейский — 9,2 %, русский — 15,5 %.
В ходе Великой Отечественной войны с 21 августа 1941 до 22 октября 1943 года посёлок был оккупирован немецкими войсками. В Верхнеднепровске  находилась областная Школа полицейских.
С 1956 года — город. В 1959 году здесь был построен и введён в эксплуатацию крупнейший на территории УССР крахмало-паточный комбинат по переработке кукурузы.
В 1969 году здесь действовали завод бумагоделательного оборудования, маслодельный завод, техникум бухгалтерского учёта и музей историко-революционной славы.
В 1979 году город был награждён орденом «Знак Почёта».
В 1983 году творческой группе из семи человек предоставлено звание лауреатов Государственной премии УССР имени Тараса Шевченко за застройку и упорядочение центра Верхнеднепровска.
После начала вторжения России на Украину город постоянно подвергается обстрелам. Министерство обороны РФ утверждает, что удары наносятся исключительно по военным объектам, однако, с учётом того, что российский бомбы иногда падают и на российские города убивая собственных граждан, достоверность этой информации ставится под сомнение.

## Население
Численность населения города по годам:
- 415 (1789);
- 2 568 (1858);
- 7 671 (1897);
- 12 640 (1914);
- 9 124 (1959)[11];
- 11 900 (1967);
- 13 394 (1970)[12];
- 20 065 (1979)[13];
- 23 900 (1988);
- 22 708 (1989)[14]
- 16 680 (2001)[15];
- 16 834 (2009)[16];
- 16 943 (2010)[16];
- 16 971 (2011)[16];
- 16 930 (2012)[17];
- 16 885 (2013)[17];
- 16 760 (2014)[17];
- 16 364 (2018).

По данным переписи 1926 года, украинцы составляли 76,9 % населения города, евреи — 15,5 %, русские — 5,6 %.
По данным переписи 2001 года, украинцы составляли 89,41 % населения Верхнеднепровска, русские — 9,05 %.

### Языковой состав
Родной язык населения по данным переписи 1897 года:
| Язык                       | Численность, чел. | Доля     |
| -------------------------- | ----------------- | -------- |
| Украинский («малорусский») | 3 752             | 55,99 %  |
| Идиш («еврейский»)         | 2 061             | 30,76 %  |
| Русский («великорусский»)  | 739               | 11,03 %  |
| Другие                     | 149               | 2,22 %   |
| Итого                      | 6 701             | 100,00 % |

По данным переписи 1926 года, украинский язык родным назвали 73,2 % населения Верхнеднепровска, еврейский — 9,2 %, русский — 15,5 %.
Родной язык населения по данным переписи 2001 года:
| Язык       | Численность, чел. | Доля     |
| ---------- | ----------------- | -------- |
| Украинский | 14 847            | 89,01 %  |
| Русский    | 1 747             | 10,47 %  |
| Другое     | 86                | 0,52 %   |
| Итого      | 16 680            | 100,00 % |

Украинский язык является основным и единственным официальным языком города.
Вторжение России на Украину спровоцировало новую волну украинизации в городе, всё больше людей предпочитают говорить на украинском языке.
По данным Государственной службы статистики Украины в 2023/24 учебном году из 318 289 учащихся в учреждениях общего среднего образования в Днепропетровской области 318 245 (99,99 %) обучались в украиноязычных классах, 44 (0,01 %) — в русскоязычных.

## Транспорт
Находится в 13 км от ближайшей ж.-д. станции Верхнеднепровск (на линии Днепропетровск — Верховцево)

## Промышленность

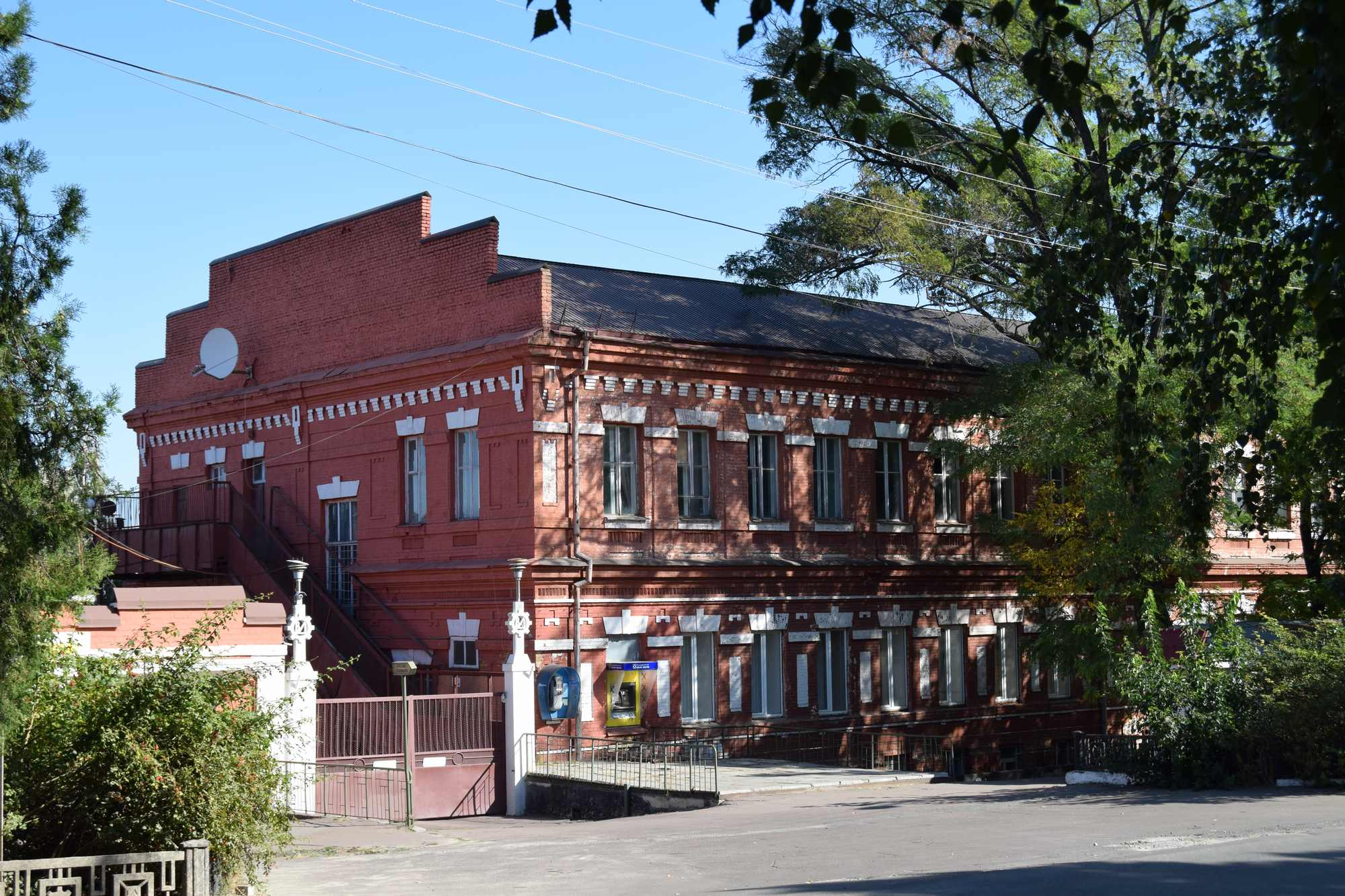
Завод бумагоделательных машин

По данным на 1989 в городе работали опытно-экспериментальный машиностроительный, чугунолитейный, авторемонтный, маслобойный, хлебный, комбикормовый заводы, обувная фабрика,

## Учебные заведения

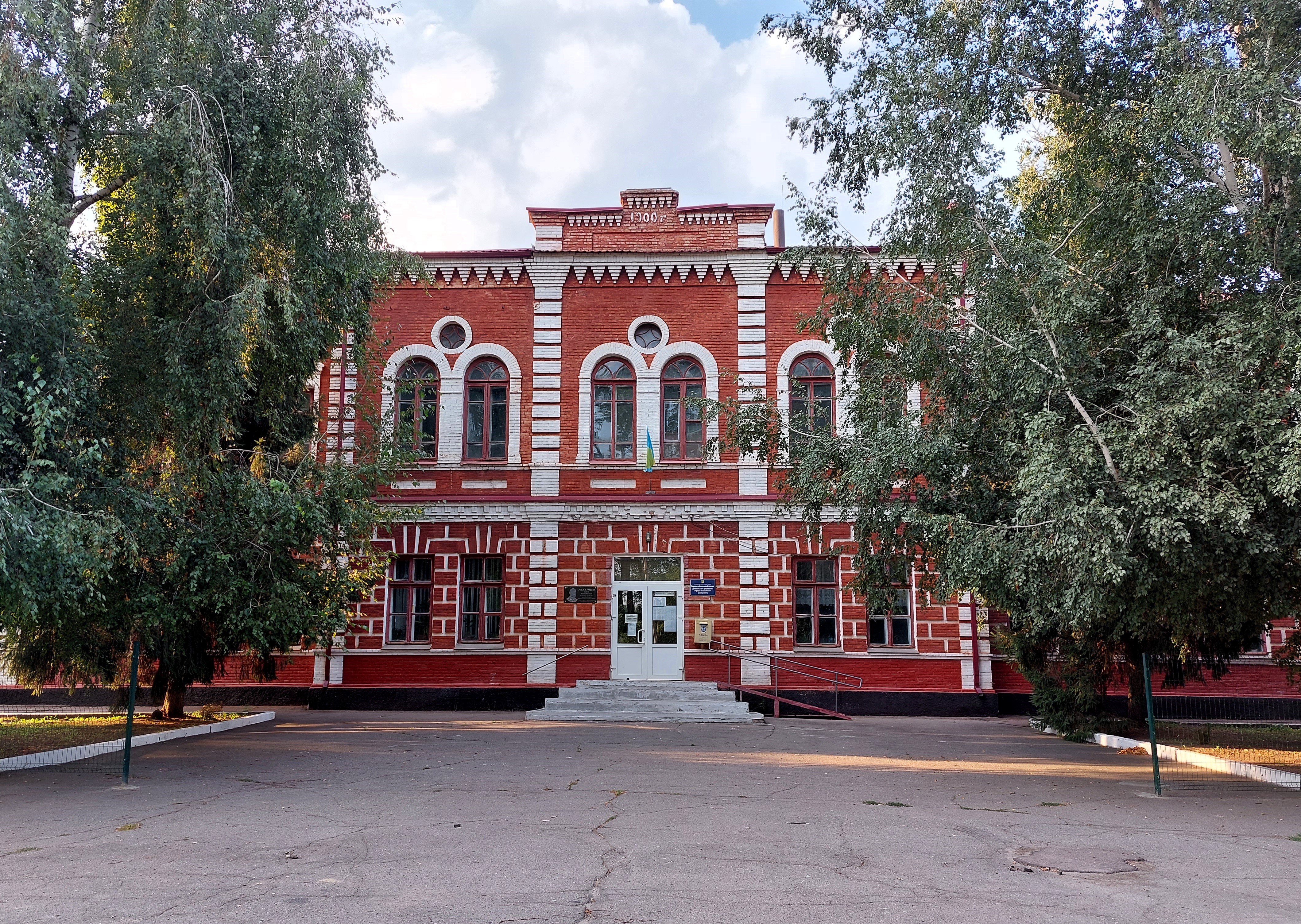
Аграрный колледж

По данным на 2020 в городе 4 общеобразовательных школ, музыкальная и спортивная школы. С 2010 года действуют аграрный колледж при Днепропетровском государственном аграрном университете, профессионально-техническое училище.
Дворец Культуры «РБК», Дворец Пионеров «ПДЮТ».

## Известные люди
В Верхнеднепровске бывали Александр Пушкин (1820) и Тарас Шевченко (1843).
Самый знаменитый уроженец Верхнеднепровска — многолетний руководитель Советской Украины в 1972—1989 гг. Владимир Щербицкий. Занимая высший пост в Украинской ССР, Щербицкий патронировал застройку и развитие инфраструктуры города. В центре города установлен бронзовый бюст В. Щербицкого, как дважды Героя Социалистического Труда.
В городе также родились:
- художница Серафима Блонская
- Герой Советского Союза А. И. Дыдышко[22]
- автогонщица и фотомодель Инесса Тушканова